# Paepalanthus venustus
Paepalanthus venustus är en gräsväxtart som beskrevs av Harold Norman Moldenke. Paepalanthus venustus ingår i släktet Paepalanthus och familjen Eriocaulaceae. Inga underarter finns listade i Catalogue of Life.